# 上月伸仁
上月 伸仁（こうづき のぶひと、1962年 - ）は、日本のイラストレーター、グラフィックデザイナー、写真作家。新宿区立東戸山小学校元PTA会長。東京都港区出身。日本イラストレーター協会 元理事長。

## 来歴
- JIA イラストレーター・オブ・ザ・イヤー2020 受賞 - 媒体のジャンルを超え2020年に最も活躍したイラストレーターとして2021年に受賞
- JIA 「最優秀出版イラスト賞」2019 受賞 - 出版関係で使用されたイラストの中で最も優れた作品として2020年に受賞
- JIA「最優秀映像イラスト賞」 2018 受賞 - 映像媒体に納品された作品の中で最も優れた作品として2019年に受賞
- 2018年  新宿大ガードギャラリーにて「総天然色・昭和の灯 東京」作品展を開催
- JIA「最優秀広告イラストレーター賞」2017 受賞 - 広告媒体に納品された作品の中で最も優れた作品として2018年に受賞[2]
- JIA Illustration Award 2017 「優秀賞」受賞　http://jpn-illust.com/compe/2017/winner.html
- 台湾アジア・アート年鑑プロジェクト2017の「桃園挿画大展」に、日本より推薦出展　 https://asiaillustrator.wordpress.com/
- 2017 ASIA Illustrations Collections (アジア・アート年鑑）に掲載。アジアのイラストレーター250人、日本からの11名に選出。
- JIA Illustration Award 2014年 2015年入選。
- 日本イラストレーター協会展2014年、2015年、2016年出展。
- Nikon ImagingJapanのプレミアムイラスト・干支ポストカード制作 2005年～2013年

1960年代の昭和レトロな街に灯るネオン広告や建物、乗り物、風俗をモチーフとした作品制作「総天然色・昭和の灯」で、出展活動を続けている。

## 書籍
- 2003年 - 図鑑「水と生命の惑星･地球」地球科学技術総合推進機構
- 2008年 - うさぎのおだんご　文芸社　文：渡辺雅司　絵：上月伸仁
- 2015～2018年 - 日本イラストレーター協会年鑑
- "2017 ASIA ILLUSTRATIONS COLLECTIONS" アジア・イラストレーター年鑑 / 布克文化
- 2019年 - 100 ILLUSTRATORS most attractive in the world Vol.1 /「世界を魅了した新進気鋭の百人のイラストレーター」
- 2019年 - 図鑑『キン肉マン「超人」』合作 / 学研プラス
- "2020 ASIA ILLUSTRATIONS COLLECTIONS" アジア・イラストレーター年鑑 / 布克文化
- 2020年 - 100 ILLUSTRATORS most attractive in the world Vol.2 /「世界を魅了した新進気鋭の百人のイラストレーター」

- 2021年 - 学研の図鑑「スーパー戦隊」 /学研プラス

- 2022年 - 学研の図鑑『キン肉マン「技」』/学研プラス